# Campos Belos (kommun)
Campos Belos är en kommun i Brasilien.   Den ligger i delstaten Goiás, i den östra delen av landet, 300 km norr om huvudstaden Brasília. Antalet invånare är 18 395.
Följande samhällen finns i Campos Belos:
- Campos Belos

Omgivningarna runt Campos Belos är huvudsakligen savann. Runt Campos Belos är det glesbefolkat, med 9 invånare per kvadratkilometer.